# Dorit Chrysler

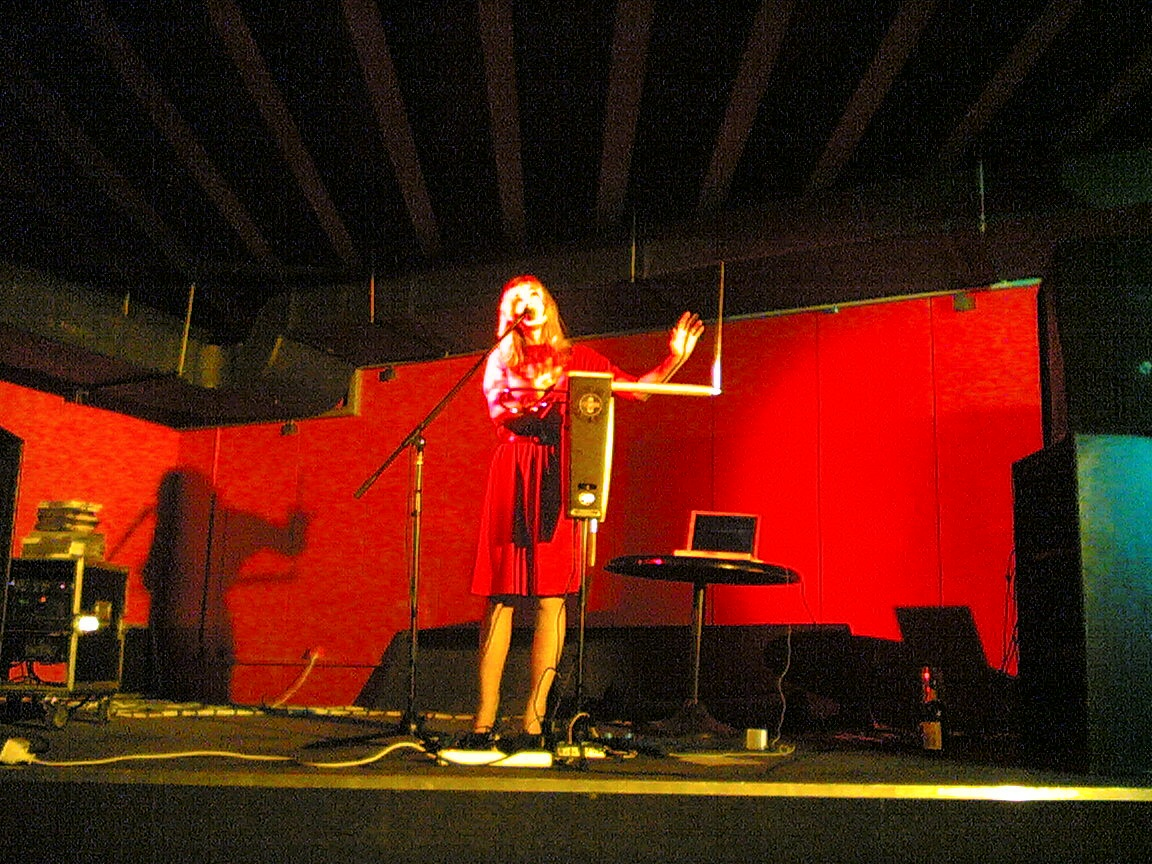
Dorit Chrysler, Konzertaufnahme von 2006

Dorit Chrysler (* 12. September 1966 in Graz, eigentlich Dorit Kreisler) ist eine österreichische Musikproduzentin, Sängerin, Thereminspielerin, Tontechnikerin und Multiinstrumentalistin.

## Leben und Wirken
Chrysler verlebte ihre Kindheit und Jugend in Österreich. Sie sang mit sieben Jahren im Kinderchor der Grazer Oper und blieb der Musik verbunden. Mit 18 zog sie aufgrund der Musikszene dort nach New York City, wo sie die experimentelle Rockband Halcion gründete. Sie arbeitete als Musikerin mit zahlreichen anderen Künstlern wie Elliott Sharp, Matt Johnson, Lary Seven und Toby Dammit (Swans), Foetus, Hans-Joachim Roedelius und Ultra Vivid Scene zusammen.
Seit 2000 tritt sie solo auf. In dieser Zeit entdeckte sie das Theremin für sich und begann sofort danach, es ernsthaft zu spielen. Sie trat mit ihm unter anderem im Wiener Konzerthaus, im CBGB, beim Roskilde-Festival, dem Ottawa Bluesfest und 2011 bei der Biennale in Venedig auf. Sie spielte in Kirchen, Museen und Clubs für experimentelle Musik. Sie trat auf der Weltausstellung 2005 in Aichi in Japan auf. Ihre Soundinstallation „1%“ läuft in einem Fahrstuhl im französischen Ministerium für Kultur. Sie spielte beim von Lidija Kawina veranstalteten 100. Geburtstagstribut für Clara Rockmore.
In New York gründete sie mit Suzanne Fiol die New York Theremin Society, deren Vorsitzende sie ist.
Chryslers Konzertprogramm besteht sowohl aus Popmusik wie aus Experimentalkompositionen. Neben dem Theremin spielt sie auch Harmonium, Mundharmonika, Air Synth und Keyboard.
Für die Musik zum Spielfilm Happyland (2025) von Evi Romen wurde sie Ende März 2025 auf dem Filmfestival Diagonale mit dem Preis für die beste Filmmusik Spielfilm ausgezeichnet.

## Trivia
2011 beteiligte sie sich am Aprilscherz des größten Theremin-Herstellers Moog Music. Dieser kündigte eine polyphone Variante des monophonen Instruments an, das am 1. April von Dorit Chrysler vorgestellt wurde. Sie „spielte“ darauf eine ungewöhnliche Version von Stairway to Heaven.

## Diskografie
- 2000: Schlager on Parade (Plastic Tray Records, Single)
- 2004: Best of (Plag Dich Nicht)
- 2006: Tiny Thrills (PlagDichNicht)
- 2011: Sea of Negligence Prurience Factory

mit Halcion
- Squelch / With Biology of No Importance (1993, Single)
- Yellow / Messy Marvin (1995, Single)
- Lemongrass (1996)

## Filmografie (Auswahl)
- 2019: M – Eine Stadt sucht einen Mörder (Fernsehserie)
- 2025: Tatort: Borowski und das Haupt der Medusa
- 2025: Happyland